# Gerd Weinmann
Gerd Weinmann (* 2. Oktober 1962 in Stuttgart) ist ein ehemaliger deutscher Fußballspieler.

## Karriere
Gerd Weinmann kam 1985 vom TSV Sielmingen zur Amateurmannschaft der Stuttgarter Kickers und spielte dort in der Verbandsliga. In der 2. Bundesliga kam er am 1. Mai 1988 beim Heimspiel der ersten Mannschaft der Stuttgarter Kickers gegen den SV Darmstadt 98 zum Einsatz. Es folgte jedoch nur ein weiterer Einsatz im Profiteam des Clubs und der Stürmer wechselte zur neuen Spielzeit zum VfL Sindelfingen. Dort wurde er später auch Trainer und trainierte weitere Seniorenmannschaften im Amateurbereich.